# Prudence Crandall

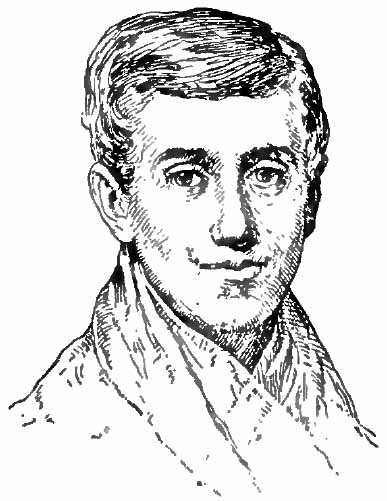
Prudence Crandall

Prudence Crandall (* 3. September 1803 in Hopkinton, Rhode Island; † 28. Januar 1890 in Elk Falls, Kansas) war eine US-amerikanische Lehrerin und Aktivistin gegen die Rassentrennung im Bildungswesen. Sie gründete die erste Schule für afroamerikanische Schülerinnen in Neuengland.

## Leben

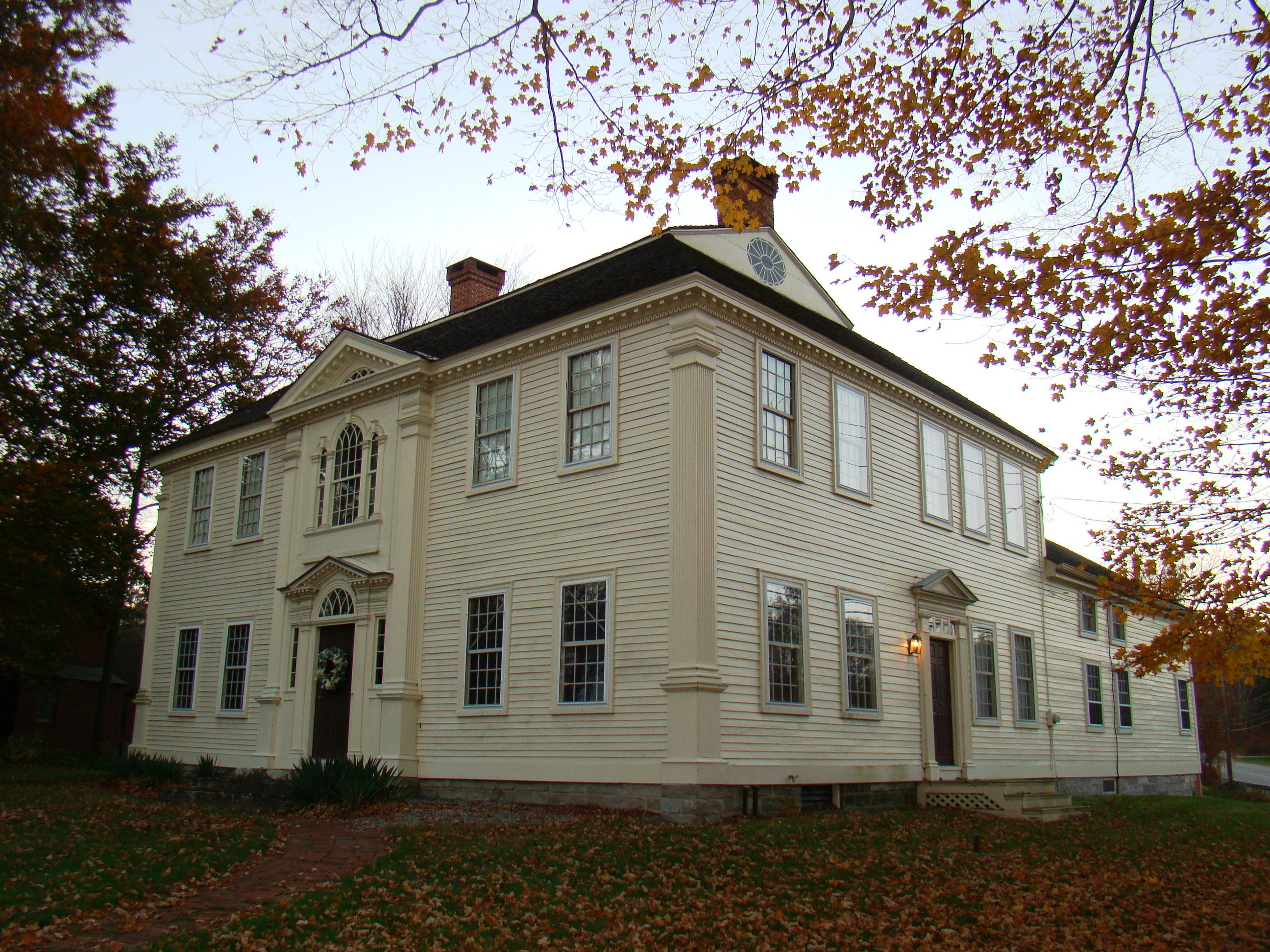
Das ehemalige Schulhaus in Canterbury, heute als Prudence Crandall House bekannt und als Museum genutzt

Prudence Crandall gründete 1831 eine private Mädchenschule, die Canterbury Female Boarding School, in Canterbury, Connecticut. Als 1832 die 20-jährige Sarah Harris als erste Schwarze Frau einen Aufnahmeantrag stellte, nahm Crandall sie als Schülerin auf. Zahlreiche Eltern nahmen daraufhin ihre Töchter von der bis dahin erfolgreichen und angesehenen Schule. Daraufhin beschloss Prudence Crandall, eine eigene Schule für afroamerikanische Mädchen zu gründen. Die High School for Young Colored Ladies and Misses nahm 1833 ihren Betrieb auf. Der Bundesstaat Connecticut reagierte, indem ein Gesetz erlassen wurde, mit dem der Betrieb der Schule unvereinbar war. Crandall wurde verhaftet und musste sich in drei Prozessen vor Gericht verantworten. Obwohl das Verfahren im Sommer 1834 eingestellt wurde, war die Schule so vielen gewalttätigen Angriffen ausgesetzt, dass sie im Herbst 1834 geschlossen werden musste.
1886 veröffentlichte der Bundesstaat eine offizielle Entschuldigung für den Schaden, den Crandall und ihre Schülerinnen erlitten hatten.
Ihre Schule ist heute ein Museum.

## Ehrungen und Rezeption
Prudence Crandall ist seit dem 1. Oktober 1995 offiziell Heldin des Bundesstaates Connecticut („Connecticut's State Heroine“).

In der Fernsehserie Profiles in Courage, die auf John F. Kennedys Buch Zivilcourage basiert, wurde Prudence Crandall eine Folge gewidmet, in der Crandall von Janice Rule gespielt wird.